# Dutch Open (Squash)
Die Dutch Open waren ein Squashturnier für Herren und Damen in den Niederlanden. Es wurde zwischen 1988 und 2010 in unterschiedlichen Städten ausgetragen und war Teil der PSA World Tour.
Rekordsieger sind Jansher Khan bei den Herren mit zwei Titeln und Nicol David mit drei Titelgewinnen bei den Damen.

## Sieger

### Herren
| Jahr                        | Sieger              | Finalgegner        | Ergebnis                        |
| --------------------------- | ------------------- | ------------------ | ------------------------------- |
| 2010                        | Cameron Pilley      | Laurens Jan Anjema | 11:7, 11:9, 11:13, 14:12        |
| 2009                        | Daryl Selby         | Cameron Pilley     | 11:9, 4:11, 11:7, 12:10         |
| 2008                        | Nick Matthew        | Cameron Pilley     | 11:8, 11:6, 6:11, 12:10         |
| 2007                        | David Palmer        | Laurens Jan Anjema | 15:13, 1:11, 13:15, 11:1, 11:6  |
| 2006                        | keine Austragung    | keine Austragung   | keine Austragung                |
| 2005                        | Bradley Ball        | Davide Bianchetti  | 9:11, 11:1, 5:11, 11:6, 11:6    |
| 2004                        | Laurens Jan Anjema  | Gavin Jones        | 15:12, 15:12, 15:5              |
| 2003                        | James Willstrop     | Tommy Berden       | 15:11, 10:15, 15:9, 15:5        |
| 2002                        | Adrian Grant        | Nick Matthew       | 15:10, 15:6, 15:8               |
| 2001                        | Jean-Michel Arcucci | Tommy Berden       | 15:11, 13:15, 5:15, 15:14, 15:9 |
| 1993–2000: keine Austragung |                     |                    |                                 |
| 1992                        | Jansher Khan        | Chris Dittmar      | 15:12, 15:10, 15:13             |
| 1991                        | Chris Robertson     | Sami Elopuro       | 15:8, 13:15, 15:6, 15:8         |
| 1990                        | keine Austragung    | keine Austragung   | keine Austragung                |
| 1989                        | Jansher Khan        | Chris Robertson    | 15:12, 15:4, 15:3               |

### Damen
| Jahr                        | Siegerin           | Finalgegnerin    | Ergebnis                |
| --------------------------- | ------------------ | ---------------- | ----------------------- |
| 2010                        | Vanessa Atkinson   | Madeline Perry   | 11:9, 11:3, 11:7        |
| 2009                        | keine Austragung   | keine Austragung | keine Austragung        |
| 2008                        | Nicol David        | Natalie Grinham  | 11:9, 11:9, 11:4        |
| 2007                        | Nicol David        | Rachael Grinham  | 9:4, 9:1, 9:6           |
| 2006                        | keine Austragung   | keine Austragung | keine Austragung        |
| 2005                        | Nicol David        | Linda Elriani    | 4:9, 2:9, 9:3, 9:3, 9:3 |
| 2004                        | Natalie Grinham    | Cassie Jackman   | 9:7, 9:5, 0:9, 9:5      |
| 2003                        | Natalie Grinham    | Vanessa Atkinson | 9:6, 9:5, 4:9, 9:4      |
| 2002                        | Vanessa Atkinson   | Pamela Nimmo     | 9:3, 9:5, 9:5           |
| 1992–2001: keine Austragung |                    |                  |                         |
| 1991                        | Susan Devoy        | Sue Wright       | 3:1                     |
| 1989–1990: keine Austragung |                    |                  |                         |
| 1988                        | Martine Le Moignan | Michelle Martin  |                         |